# Cigelam (Babakancikao)
Cigelam is een bestuurslaag in het regentschap Purwakarta van de provincie West-Java, Indonesië. Cigelam telt 5118 inwoners (volkstelling 2010).